# 18749 Ayyubguliev
18749 Ayyubguliev este un asteroid din centura principală de asteroizi.

## Descriere
18749 Ayyubguliev este un asteroid din centura principală de asteroizi. A fost descoperit pe 9 aprilie 1999 la Stația Anderson Mesa în cadrul programului LONEOS. Asteroidul prezintă o orbită caracterizată de o semiaxă mare de 2,22 ua, o excentricitate de 0,10 și o înclinație de 3,9° în raport cu ecliptica.